# Наїтан Нандес
Наїта́н Мі́чель На́ндес Ако́ста (ісп. Nahitan Michel Nández Acosta, нар. 28 грудня 1995, Пунта-дель-Есте) — уругвайський футболіст, півзахисник італійського «Кальярі» і національної збірної Уругваю.

## Клубна кар'єра
У дорослому футболі дебютував 2013 року виступами за команду клубу «Пеньяроль», в якій провів чотири сезони, взявши участь у 87 матчах чемпіонату.  Більшість часу, проведеного у складі «Пеньяроля», був основним гравцем команди.
2017 року перейшов до аргентинського «Бока Хуніорс», в якому провів два сезони.
9 серпня 2019 року уклав п'ятирічний контракт з італійським «Кальярі».

## Виступи за збірні
2015 року залучався до складу молодіжної збірної Уругваю. На молодіжному рівні зіграв у 18 офіційних матчах, забив 1 гол.
2015 року дебютував в офіційних матчах у складі національної збірної Уругваю. Був гравцем стартового складу національної команди на чемпіонаті світу 2018, де уругвайці сягнули чвертьфіналів, де поступилися майбутнім чемпіонам, французам.
| Дата       | Місто           | Господарі      | Результат          | Гості             | Турнір                          | Голи | Примітки |
| ---------- | --------------- | -------------- | ------------------ | ----------------- | ------------------------------- | ---- | -------- |
| 8-9-2015   | Сан-Хосе        | Коста-Рика     | 1 – 0              | Уругвай           | товариський матч                | -    | 37'      |
| 13-10-2015 | Монтевідео      | Уругвай        | 3 – 0              | Колумбія          | Відбір до ЧС 2018               | -    | 86'      |
| 18-11-2015 | Монтевідео      | Уругвай        | 3 – 0              | Чилі              | Відбір до ЧС 2018               | -    | 80'      |
| 4-6-2017   | Дублін          | Ірландія       | 3 – 1              | Уругвай           | товариський матч                | -    | 46'      |
| 7-6-2017   | Ніцца           | Італія         | 3 – 0              | Уругвай           | товариський матч                | -    | 61'      |
| 31-8-2017  | Монтевідео      | Уругвай        | 0 – 0              | Аргентина         | Відбір до ЧС 2018               | -    |          |
| 5-9-2017   | Асунсьйон       | Парагвай       | 1 – 2              | Уругвай           | Відбір до ЧС 2018               | -    | 19' 71'  |
| 5-10-2017  | Сан-Кристобаль  | Венесуела      | 0 – 0              | Уругвай           | Відбір до ЧС 2018               | -    | 62' 83'  |
| 10-11-2017 | Варшава         | Польща         | 0 – 0              | Уругвай           | товариський матч                | -    | 67'      |
| 23-3-2018  | Наньнін         | Уругвай        | 2 – 0              | Чехія             | товариський матч                | -    | 60'      |
| 26-3-2018  | Наньнін         | Уельс          | 0 – 1              | Уругвай           | товариський матч                | -    | 85'      |
| 8-6-2018   | Монтевідео      | Уругвай        | 3 – 0              | Узбекистан        | товариський матч                | -    | 46'      |
| 15-6-2018  | Єкатеринбург    | Єгипет         | 0 – 1              | Уругвай           | ЧС 2018 - 1-й етап              | -    | 58'      |
| 20-6-2018  | Ростов-на-Дону  | Уругвай        | 1 – 0              | Саудівська Аравія | ЧС 2018 - 1-й етап              | -    | 82'      |
| 25-6-2018  | Самара          | Уругвай        | 3 – 0              | Росія             | ЧС 2018 - 1-й етап              | -    | 73'      |
| 30-6-2018  | Сочі            | Уругвай        | 2 – 1              | Португалія        | ЧС 2018 - 1/8 фіналу            | -    | 81'      |
| 6-7-2018   | Нижній Новгород | Уругвай        | 0 – 2              | Франція           | ЧС 2018 - чвертьфінал           | -    | 73'      |
| 7-9-2018   | Лос-Анджелес    | Мексика        | 1 – 4              | Уругвай           | товариський матч                | -    | 74'      |
| 12-10-2018 | Сеул            | Південна Корея | 2 – 1              | Уругвай           | товариський матч                | -    | 27' 46'  |
| 16-10-2018 | Сайтама         | Японія         | 4 – 3              | Уругвай           | товариський матч                | -    | 74'      |
| 22-3-2019  | Наньнін         | Уругвай        | 3 – 0              | Узбекистан        | товариський матч                | -    | 77'      |
| 25-3-2019  | Наньнін         | Таїланд        | 0 – 4              | Уругвай           | товариський матч                | -    | 61'      |
| 7-6-2019   | Монтевідео      | Уругвай        | 3 – 0              | Панама            | товариський матч                | -    | 75'      |
| 16-6-2019  | Белу-Оризонті   | Уругвай        | 4 – 0              | Еквадор           | Копа Америка 2019 - 1-й етап    | -    | 64'      |
| 20-6-2019  | Порту-Алегрі    | Уругвай        | 2 – 2              | Японія            | Копа Америка 2019 - 1-й етап    | -    | 60'      |
| 24-6-2019  | Ріо-де-Жанейро  | Чилі           | 0 – 1              | Уругвай           | Копа Америка 2019 - 1-й етап    | -    | 46'      |
| 29-6-2019  | Сальвадор       | Уругвай        | 0 – 0 (4 – 5 п.п.) | Перу              | Копа Америка 2019 - чвертьфінал | -    | 57'      |
| Усього     |                 | Матчів         | 27                 |                   | Голів                           | 0    |          |

## Титули і досягнення
- Чемпіон Аргентини (1):

«Бока Хуніорс»: 2017-18
- Чемпіон Уругваю (1):

«Пеньяроль»: 2015-16
- Володар Суперкубка Аргентини (1):

«Бока Хуніорс»: 2018
Збірна Уругваю
- Бронзовий призер Кубка Америки: 2024[1]